# İclaliye, İnegöl
İclaliye là một xã thuộc huyện İnegöl, tỉnh Bursa, Thổ Nhĩ Kỳ. Dân số thời điểm năm 2011 là 88 người.